# Боделл, Джек
Джек Бо́делл (англ. Jack Bodell; 11 августа 1940, Дербишир, Великобритания — 9 ноября 2016) — английский боксёр, представитель полутяжёлой и тяжёлой весовых категорий. В начале 1960-х годов состоял в сборной Англии по боксу, бронзовый призёр чемпионата Европы. В период 1962—1972 годов выступал на профессиональном уровне, владел титулом чемпиона Европы по версии EBU, многократный чемпион Великобритании по боксу среди профессионалов.

## Биография
Начинал боксёрскую карьеру как любитель, в 1961 году вошёл в основной состав национальной сборной Англии и побывал на чемпионате Европы в Белграде, откуда привёз награду бронзового достоинства, выигранную в полутяжёлой весовой категории — на стадии полуфиналов проиграл представителю Румынии Георге Негря.
Вскоре по окончании этих соревнований принял решение перейти в профессионалы, дебютировал на профессиональном уровне в феврале 1962 года, победив своего первого соперника по очкам в шести раундах. В течение последующих месяцев одержал ещё несколько побед, завоевал титул чемпиона BBBofC Midlands Area в полутяжёлом весе. Первое в карьере поражение потерпел летом того же года, техническим нокаутом в первом раунде от представителя Нигерии Джо Луиса. Он сумел сделать серию из девяти побед подряд, но затем в 1963—1964 годах последовала череда поражений — из пяти проведённых смежных боёв он четыре проиграл и лишь один выиграл.
Несмотря на череду неудач, продолжил активно выходить на ринг и выиграл семь поединков подряд, в том числе взял верх над такими сильными боксёрами, как Бадди Турман и Джонни Халафихи. После поражения техническим нокаутом от Хьюберта Хилтона в мае 1965 года он затем выиграл у двенадцати следующих своих соперников. В июне 1967 года в бою за титул чемпиона BBBofC встречался со знаменитым соотечественником Генри Купером, но проиграл техническим нокаутом во втором раунде. Позже он всё-таки завоевал этот титул, победив нескольких крепких боксёров тяжёлого веса, в их числе были Джонни Прескотт, Брайан Лондон, Билли Уокер, Хосе Роман. В марте 1970 года вновь встречался на ринге с Генри Купером, титульный бой продлился все отведённые пятнадцать раундов, и в итоге по очкам победу одержал Купер.
Впоследствии он продолжал принимать участие в различных боксёрских поединках вплоть до 1972 года, одна из последних значимых побед — победа в пятнадцати раундах над соотечественником Джо Багнером, благодаря которой он в числе прочего завоевал титул чемпиона Европы в тяжёлом весе по версии Европейского боксёрского союза (EBU). Всего за десятилетнюю боксёрскую карьеру Боделл провёл на профессиональном уровне 71 бой, из них 58 выиграл (в том числе 31 досрочно) и 13 проиграл.